# Karl Hofferbert
Karl Hofferbert (* 28. Juni 1877 in Darmstadt; † 21. Juli 1942 in Eisenach; vollständiger Name: Karl Wilhelm Hofferbert) war ein deutscher Bauingenieur im Straßen- und Wasserbaufach und kommunaler Baubeamter. Er war Stadtbaudirektor der Stadt Eisenach und Burgbaurat der Wartburg.

## Leben
Hofferbert studierte Bauingenieurwesen an der Technischen Hochschule Darmstadt und begann anschließend den Vorbereitungsdienst als Regierungsbauführer (Referendar in der öffentlichen Bauverwaltung) in seiner Heimatstadt Darmstadt. Nach dem Staatsexamen und weiteren beruflichen Stationen als Bezirksbaumeister in Frankenthal und Stadtbaumeister in Pforzheim und Barmen wurde er 1913 Stadtbaudirektor in Eisenach. Er wurde als Soldat im Ersten Weltkrieg verwundet und als Heeresbeamter nach Kassel versetzt. 1922 wurde er Beigeordneter und 1925 zweiter Bürgermeister in Eisenach. In der Zeit des Nationalsozialismus schied er 1937 zwangsweise aus dem Verwaltungsdienst aus. Nach seiner Pensionierung führte er die Stadtchronik und verfasste Schriften zur bau- und gesellschaftsgeschichtlichen Entwicklung Eisenachs. Er war seit 1905 verheiratet und hatte eine Tochter.
Nach ihm ist der Eisenacher Stadtteil Hofferbertaue benannt. Hofferbert wurde in einem Ehrengrab auf dem Eisenacher Friedhof beigesetzt.

## Leistungen
Hofferbert plante und leitete die Regulierung des Flusslaufs der Hörsel. Er zeichnete sich auch im Wohnungsbau in Eisenach aus, unter seiner Leitung entstanden die Quartiere an der Tiefenbacher Allee, am Michelsbach und am Eichrodter Weg. Die Wohnsiedlung nahe dem Tenkelhof trägt heute seinen Namen. Als Burgbaurat der Wartburg wirkte er gemeinsam mit dem Oberbürgermeister Fritz Janson an der Rekonstruktion der Burganlage mit. Auf ihn geht die Bauverbotszone zurück, die im Umkreis von 500 Metern um die Wartburg herum besteht. Hofferbert war Vorsitzender des Verwaltungsrats der Carl-Alexander-Bibliothek sowie der Eisenacher Gas- und Elektrizitätswerke. Zeitweise war er städtischer Dezernent für Kunst-, Theater- und Sportangelegenheiten.

## Schriften
- Die Schwindschen Wartburgfresken. Erscheinungen ihres Verfalls und Maßnahmen ihrer Erhaltung. 1928.
- Beitrag zur Baugeschichte des Palas der Wartburg. In: Wartburg-Jahrbuch 1930, S. 37–61.